# Каэмшехр
Каэмше́хр (перс. قائمشهر‎) — город на севере Ирана в провинции Мазендеран, административный центр шахрестана Каэмшехр. Расположен в 15 км к юго-западу от столицы остана, Сари. Население — 175 тыс. человек. Расстояние до берега Каспийского моря — 30 км.
Важнейший транспортный узел, где сходятся практически все шоссейные и железные дороги из городов северного Ирана, ведущие в Тегеран. Самый динамично развивающийся город в провинции.